# Велтон (Аризона)
Велтон (енгл. Wellton) град је у америчкој савезној држави Аризона. По попису становништва из 2010. у њему је живело 2.882 становника.

## Демографија
Према попису становништва из 2010. у граду је живело 2.882 становника, што је 1.053 (57,6%) становника више него 2000. године.
| Група             | 2000.         | 2010.         |
| Белци             | 1.011 (55,3%) | 1.761 (61,1%) |
| Афроамериканци    | 37 (2,0%)     | 38 (1,3%)     |
| Азијати           | 5 (0,3%)      | 9 (0,3%)      |
| Хиспаноамериканци | 745 (40,7%)   | 1.038 (36,0%) |
| Укупно            | 1.829         | 2.882         |